# Садовщина (Борисовский район)
Садовщина (бел. Садоўшчына) — деревня в Борисовском районе Минской области Беларуси. Входит в состав Пригородного сельсовета.

## География
Деревня находится в северо-восточной части Минской области, при автодороге Н-8125, на расстоянии приблизительно 9 километров (по прямой) к северу от города Борисов, административного центра района. Абсолютная высота — 207 метров над уровнем моря. Площадь населённого пункта — 0,2114 км².

## История
Известна с XVIII века. В 1897 году входила в состав Борисовского уезда Минской губернии, насчитывалось 26 дворов и 175 жителей.
По состоянию на 1909 год, в Кобыльщине имелось 32 двора и проживало 233 человек. В административном отношении деревня входила в состав Бытчанской волости.
С 20 августа 1924 года по 8 апреля 1957 года в составе Житковского сельсовета. В 1931 году, в ходе проведения коллективизации, был образован колхоз. В 1950 году деревня была переименована в Садовщину.
До 30 октября 2009 года входила в состав Кищинаслободского сельсовета.

## Население
По данным переписи 2019 года, в деревне проживало 23 человека.
| Год  | Население, человек |
| ---- | ------------------ |
| 1800 | 42                 |
| 1897 | ↗ 175              |
| 1909 | ↗ 233              |
| 1917 | ↘ 230              |
| 1926 | ↗ 234              |
| 1960 | ↗ 258              |
| 1988 | ↘ 88               |
| 2008 | ↘ 52               |
| 2009 | ↘ 44               |
| 2019 | ↘ 23               |